# パディ・ケイシー
パディ・ケイシー (Paddy Casey)は、アイルランド・ダブリン出身のシンガーソングライターである。

## 略歴
最初のギターを手にしたのは彼が12歳の頃だった。その後すぐに家を離れ、路上ライブ(バスキング)などで演奏を12年間続ける。24歳の頃、ダブリンのインターナショナル・バーで、デイヴ・マーフィー (Dave Murphy)が主催する「シンガーソングライターの夜」に演奏しているところを、ソニーレコードミュージック会社でA&Rをしていたヒュー・マレー (Hugh Murray)によってスカウトされる。パディを見出したソニーは、サン・スタジオ・ダブリンというスタジオでレコーディングする機会を彼に与え、そこでパディは2日間で9曲をレコーディングした。これらの楽曲を非常に好んだソニーはそのままの状態で発売することを決定した。これを機にソニーからレコーディング契約のオファーを受け、後にU2のマネージメント会社の元で契約を結ぶことになる。
1999年にデビュー・アルバム『Amen (So Be It)』を発表。プロデューサーのパット・ドン (Pat Donne)が手掛けたこのアルバムは、トリプル・プラチナムとしてアイルランド国内はもちろん、世界的にも広く認められた。短期間のレコーディングにもかかわらずケイシーは様々な楽器をすべて自ら演奏している。収録曲の「Winter's Fire」では、マンディ(Mundy)がゲスト・ギタリストとして共演した。「Sweet Suburban Sky」は、アメリカのティーンの間で人気のテレビドラマ『ドーソンズ・クリーク』のサウンドトラックに選ばれ、翌年の『Hot Press Awards』誌で最優秀アイルランド・ソングライターおよび最優秀男性歌手にノミネートされた。また『Hot Press Awards』読者からベスト・デビュー・アルバムに投票を受けたのをはじめ、最も将来有望なシンガーなどその年の7部門にわたり次々とノミネートされた。ツアーでは、R.E.M.、イアン・ブラウン、アーニー・ディフランコ、プリテンダーズのサポート・アクトを担当した。
ケイシーは、2003年にセカンド・アルバムの『Living』 (マルチ・プラチナム・アルバム)と共に戻ってきた。プロデューサーはフレッド・デ・フェイエ (Fred De Faye)、パディ・ケイシー、パット・ドン。アルバム収録曲から「Saints and Sinners」「Lucky One」が2003年に、翌2004年には「Bend Down Low」「Want It Can't Have It」がヒットとなりアイルランド国内でチャート入りをした。アルバム『Living』は年間の大半をトップ10に位置し続け、最初のリリースから21週間後にチャートのトップへと登りつめた。2004年、2回連続でメテオ・アイリッシュ・ミュージック・アワードのアイルランド男性賞を受賞した。また、その年のオキシゲン・フェスティバルでのパフォーマンスでグッド・レビューを獲得した。2004年、アルバム『Living』はその年のアイルランドで最も売れたアルバムとなった。彼はオリンピア劇場で一週間にわたる公演を行った。ダブリンのRDSにおける完売となったパフォーマンスでその年を終えた。
2005年には、国内外広範囲にわたってアルバム『Living』のツアーを続行、その年に開催されたハイネケン・グリーン・エナジー・フェスティバルではヘッドラインを飾り、U2の「Vertigo Tour」ではサポートを務め、アイルランド、スコットランド、ノルウェーの各地で前座としてパフォーマンスを行った。
2006年、パディはレコード制作にあたり、以前デフ・ジャム・レーベルでリック・ルービンと共に働いていたジョージ・ドラコウリアス(George Drakoulias)と一緒にLAへ渡る。レコーディングは北ハリウッドにあるデイヴ・ブランコズ・スタジオで行われた。そこではジェームズ・ガドソン（チャールズ・ライト&ザ ワッツ、103rd・ストリート・リズム・バンド、ビル・ウィザース）、スティーヴ・フェローン（アヴェレイジ・ホワイト・バンド、トム・ペティ）をはじめ、素晴らしいミュージシャンたちと仕事を共にした。その後、アイルランドに戻り、勝手知ったる地でアルバムを完成させた。彼はアルバム『Amen (So Be It)』 のプロデューサーを担当したパット・ダンと一緒に残りのアルバム制作を仕上げた。『Addicted To Company (Part One)』と名付けられたアルバムは、2007年9月7日にアイルランドで、2008年4月1日にアメリカでリリースされた。2008年3月、MTVアメリカは、彼のテレビ・チャンネルとウェブサイト、そして学生主導のブランド「MTVU」で彼を「MTV Buzzworthy Artist」として宣伝した。彼はアルバムに伴うツアーを広範囲に行い、KTタンストールやオーガスターナともツアーを行った。
2008年4月3日、パディはアメリカCBSトークショウ番組『レイト・ショー・ウィズ・デイヴィッド・レターマン』の中でもパフォーマンスを行った。
アメリカから帰国したパディは、ポール・マクギネスとソニーから離別することを選び、それ以降は作詞とレコーディングを自宅で開始している。アルバム制作のレコーディングは、作詞したその日に歌やトラックを収録する、という構成を決めている。彼がハッピーだった、かつてコレクションをした古き友のパット・ドンを呼んでレコーディングのミックスを一緒に始め、2012年11月、独立以来、久しぶりにして初めてのアルバム『The Secret Life Of』と、2012年5月、シングル「Wait」 (ゲスト・The Shannon Gospel Choir)を発表した。
現在、彼はミックスとレコーディングをしながら新作アルバム(未タイトル)を制作中、2015年夏の終わりに発表することを期待している。
ケイシーのバッキング・バンドは、ドラムのティム・マクグレース(Tim McGrath) 、パーカッションのシオン・オガラハン(Cion O’Callaghan)、キーボードとバックコーラスのフィオナ・メラディ(Fiona Melady)、ベースとバックボーカルのジョン・コルバート(John Colbert)、ギターとバックボーカルのアンディ・コーガン(Andy Coogan)、フルートとトランペットのジョナサン・オハロラン(Jonathon O’Halloran)で構成されている。パディ・ケイシーを含め、デューク・エリントン、ジョン・マーティン、ザ・ウォーターボーイズ、プリンス、スライ&ザ・ファミリー・ストーンらの影響を受けている。

## ディスコグラフィ

### アルバム
- Amen (So Be It) (1999年6月28日)
- Living (2003年10月17日)
- Addicted To Company (Part One) (2007年9月7日)
- The Secret Life Of... (2012年11月9日)
- Songbook (The Best Of Paddy Casey) (2014年10月10日)
- Even Better than the Real Thing Vol. 2 ※Dublin Gospel Choirとの共演による2曲を収録。「Saints and Sinners」の新バージョン、ビル・ウィザースの「Grandma's Hands」とブラックストリートの「No Diggity」をフィーチャーしたカバー・メドレー。

### シングル
| 発売年月日     | タイトル                          | アルバム                                         |
| -------------- | --------------------------------- | ------------------------------------------------ |
| 1999年5月17日  | "Everybody Wants"                 | Amen (So Be It)                                  |
| 1999年10月22日 | "Whatever Gets You True"          | Amen (So Be It)                                  |
| 2000年2月4日   | "Fear"                            | Amen (So Be It)                                  |
| 2003年3月7日   | "Family Tree"                     | n/a (Available on B-Sides Collection)            |
| 2003年10月3日  | "Saints and Sinners"              | Living                                           |
| 2003年12月5日  | "The Lucky One"                   | Living                                           |
| 2004年3月20日  | "Bend Down Low"                   | Living                                           |
| 2004年7月9日   | "Want It Can't Have It"           | Living                                           |
| 2005年2月7日   | "Saints and Sinners" (UK Release) | Living                                           |
| 2007年8月24日  | "Addicted To Company"             | Addicted To Company (Part One)                   |
| 2007年11月22日 | "You'll Get By"                   | Addicted To Company (Part One)                   |
| 2008年3月20日  | "Not Out To Get You"              | Addicted To Company (Part One)                   |
| 2012年7月      | "Wait"                            | The Secret Life Of                               |
| 2012年11月     | "It's Really Up To You"           | The Secret Life Of                               |
| 2013年5月7日   | "Lightsong/This Ain't Love"       | The Secret Life Of                               |
| 2014年7月25日  | "Out Of Control"                  | Out Of Control (Single) Paddy Casey & Kim Hayden |